# Greg Marinovich
Greg Sebastian Marinovich (né en 1962) est un photographe et photojournaliste de guerre sud-africain.

## Biographie
Il était membre, avec Kevin Carter, Ken Oosterbroek et Joao Silva d'un collectif de quatre photographes, le Bang-Bang Club.
Dans les années 1990, Marinovich travailla comme photographe en chef en Israël et Palestine pour l'Associated Press.

## Prix et récompenses
En 1991, il est lauréat du Prix Pulitzer pour son travail sur des supporters de l'ANC assassinant brutalement un homme soupçonné d'être un espion Zoulou. 
Marinovich a également reçu un Prix Leica et un Visa d'Or.

## Publications
- (en) Greg Marinovich et João Silva (préf. Desmond Tutu), The Bang-Bang Club : Snapshots from a Hidden War, New York, Basic Books, 20 septembre 2000, 254 p. (ISBN 0-465-04413-1 et 978-0-465-04413-9, LCCN 00060893)
- (en) The Bang-Bang Club - 2010 (Movie), un drame basé sur l'expérience de quatre photographes dans les derniers jours de l'apartheid en Afrique du Sud.
- (en) Murder at Small Koppie, Penguin, South Africa, 2015,  (ISBN 9781770226098)

## Source de la traduction
- (en) Cet article est partiellement ou en totalité issu de l’article de Wikipédia en anglais intitulé « Greg Marinovich » (voir la liste des auteurs).